# Pazen
Pazen (toponimo romancio; in tedesco: Patzen, ufficiale fino al 2002) è una frazione del comune svizzero di Muntogna da Schons, nella regione Viamala (Canton Grigioni).

## Geografia fisica
Pazen si trova nello Schamserberg (toponimo tedesco; in romancio: Muntogna da Schons), il versante sinistro dello Schams lungo il Reno Posteriore.

## Storia
Già comune autonomo, nel 1875 era stato accorpato all'altro comune soppresso di Farden per formare il nuovo comune di Patzen-Fardün, che il 1º gennaio 2003 è stato accorpato al comune di Donat; Donat a sua volta il 1º gennaio 2021 è stato accorpato agli altri comuni soppressi di Casti-Wergenstein, Lohn e Mathon per formare il nuovo comune di Muntogna da Schons.

## Monumenti e luoghi d'interesse
- Chiesa riformata di San Nicola (chiesa riformata di Pazen-Farden, Reformierte Kirche Pazen-Farden), eretta nel 1407[1].

## Società

### Evoluzione demografica
Nel 1835 Pazen contava 44 abitanti.

### Lingue e dialetti
Nel 1980 parlava romancio l'83% della popolazione.

## Economia
L'economia locale trae impulso principalmente dall'allevamento.